# Czarnobyl. Reaktor strachu
Czarnobyl. Reaktor strachu (ang. Chernobyl Diaries) – amerykański horror z 2012 roku w reżyserii Bradleya Parkera. W filmie występują Jesse McCartney, Jonathan Sadowski, Devin Kelley, Olivia Taylor Dudley, Nathan Phillips, Ingrid Bolsø Berdal i Dimitri Diatchenko.
Światowa premiera filmu odbyła się 25 maja 2012 roku, natomiast w Polsce odbyła się 22 czerwca 2012 roku.

## Opis fabuły
Czwórka Amerykanów i norwesko-australijska para wyrusza do Europy Wschodniej w poszukiwaniu mocnych wrażeń. Wynajmują przewodnika, który zabiera ich do Prypeci, miasta widma, gdzie mieszkali pracownicy Czarnobylskiej Elektrowni Jądrowej. Po wybuchu w 1986 roku wszystkich wysiedlono. Chris (Jesse McCartney), Natalie (Olivia Taylor Dudley), Amanda (Devin Kelley) i ich przyjaciele zmuszeni są zostać w osadzie po zmroku. Wtedy przekonują się, że oprócz nich jest tam ktoś jeszcze...

## Obsada
- Ingrid Bolsø Berdal jako Zoe
- Dimitri Diatchenko jako Jurij
- Olivia Taylor Dudley jako Natalie
- Devin Kelley jako Amanda
- Jesse McCartney jako Chris
- Nathan Phillips jako Michael
- Jonathan Sadowski jako Paul
- Pasha Lychnikoff jako doktor